# Schoenicola
Schoenicola es un género de aves paseriformes perteneciente a la familia Locustellidae. Sus dos miembros se encuentran en África y el subcontinente indio. El género se ubica en la subfamilia Megalurinae.

## Especies
El género contiene las siguientes especies:
- Schoenicola brevirostris — yerbera abanico;
- Schoenicola platyurus — yerbera coliancha.